# Спенс (шведский дворянский род)
Спенс (швед. Spens) — шведский дворянский род, давший Швеции ряд военных и политических деятелей.
Род Спенсов происходит из Шотландии. Сын его основателя Уильяма Спенса оф Уорместона Джекоб (Якоб) осел в Швеции в первой четверти XVII века. В 1622 году он получил титул барона, а его внук, также носивший имя Якоб, в 1712 году был возведён в графское достоинство.

## Наиболее известные представители
- Якоб Спенс (ум. 1632) — дипломат
- Якоб Спенс (1656—1721) — генерал, королевский советник и президент Берг-коллегии.
- Аксель Спенс (1681—1745) — генерал-лейтенант, политик.
- Карл Густав Спенс (1792—1844) — депутат риксдага.
- Густав Харальд Спенс (1827—1914) — генерал-майор, ландсхёвдинг Крунубергского лена.

## Источник
- Nordisk familjebok, B. 17, — Stockholm, 1926.